# Derek Boogaard
Derek Leendert Boogaard (* 23. Juni 1982 in Saskatoon, Saskatchewan; † 13. Mai 2011 in Minneapolis, Minnesota, USA) war ein kanadischer Eishockeyspieler. Er spielte in der National Hockey League für die Minnesota Wild und New York Rangers auf der Position des linken Flügelstürmers. Sein Bruder Aaron war ebenfalls professioneller Eishockeyspieler.

## Karriere
Derek Boogaard begann seine Karriere als Eishockeyspieler in der Western Hockey League, in der er von 1999 bis 2003 für die Regina Pats, Prince George Cougars und Medicine Hat Tigers aktiv war. Zudem spielte er in der Saison 2002/03 zusätzlich für die Louisiana IceGators aus der East Coast Hockey League, zu denen er in der Saisonmitte gewechselt war und sein Profidebüt gegeben hatte. In dieser Zeit wurde er im NHL Entry Draft 2001 in der siebten Runde als insgesamt 202. Spieler von den Minnesota Wild ausgewählt. Nachdem er von 2003 bis 2005 für deren Farmteam, die Houston Aeros, in der American Hockey League gespielt hatte, stand der Angreifer seit der Spielzeit 2005/06 ausschließlich für die Minnesota Wild in der National Hockey League auf dem Eis. Insgesamt absolvierte der Kanadier 255 Spiele für Minnesota und erzielte dabei 14 Scorerpunkte.
Zu Beginn der NHL-Saison 2010/11 unterschrieb Boogaard einen Vierjahresvertrag bei den New York Rangers. Am 9. Dezember 2010 war Boogaard bei einem Spiel der Rangers gegen die Ottawa Senators in einen Faustkampf mit Matt Carkner verwickelt. Bei diesem Kampf erlitt der Spieler ein Schädel-Hirn-Trauma sowie eine Schulterverletzung, die ihn für den Rest der Spielzeit vom Spielbetrieb ausschloss.
Am 13. Mai 2011 wurde er tot in seiner Wohnung in Minneapolis aufgefunden. Boogaard starb „an einer Überdosis des hoch wirksamen Schmerzmittels Oxycodon in Kombination mit Alkohol“ ohne suizidale Absicht.

### Spielweise und Tod
Boogaard wurde innerhalb seiner professionellen Laufbahn zumeist als Enforcer eingesetzt, innerhalb dieser Rolle bestritt er eine große Anzahl von Faustkämpfen und erlitt infolgedessen zahlreiche Verletzungen im Bereich des Kopfes wie beispielsweise Gehirnerschütterungen. Eine zeitweise auftretende Demenz, die post mortem als chronisch-traumatische Enzephalopathie diagnostiziert worden war, ist die anzunehmende Folge seiner wiederholten Schädeltraumata. Boogaard entwickelte aufgrund der häufigen Verletzungen eine Schmerzmittelabhängigkeit, wegen derer er sich auf Druck seiner jeweiligen Vereine zweimal in Behandlung begab. Der unmittelbare Zusammenhang zwischen den Folgen der Spielweise Boogaards und seines Todes in Kombination mit der geringen zeitlichen Distanz zu den Todesfällen zwei weiterer NHL-Akteure, die ähnliche Spielertypen wie Boogaard verkörperten, entfachten innerhalb der nordamerikanischen Eishockeyszene eine Diskussion um die Verringerung von Gesundheitsrisiken für die Spieler und die generelle Daseinsberechtigung von Faustkämpfen im Spiel.

## Karrierestatistik
(Legende zur Spielerstatistik: Sp oder GP = absolvierte Spiele; T oder G = erzielte Tore; V oder A = erzielte Assists; Pkt oder Pts = erzielte Scorerpunkte; SM oder PIM = erhaltene Strafminuten; +/− = Plus/Minus-Bilanz; PP = erzielte Überzahltore; SH = erzielte Unterzahltore; GW = erzielte Siegtore; 1 Play-downs/Relegation; Kursiv: Statistik nicht vollständig)